# Angillon (rivière)
Pour les articles homonymes, voir Angillon.
L’Angillon est une rivière française coulant dans le département du Jura, en région Bourgogne-Franche-Comté, et un affluent droit de l’Ain, donc un sous-affluent du Rhône.

## Géographie
De 26,7 km de longueur, l'Angillon naît sur le territoire de la petite localité des Nans, qui occupe une petite combe du plateau jurassien. La source du ruisseau se trouve sur le flanc de l'escarpement de l'est qui sépare Les Nans de Charbonny et Onglières, au pied de la forêt de la Joux : on y accède par plusieurs grottes que les spéléologues ont explorées : il s'agit en particulier de la Grotte de la Doye, appelée aussi Grotte aux ours, qui comporte plusieurs ramifications (A, B, C).
Le petit cours d'eau se dirige d'abord vers le nord et longe ainsi la bordure occidentale de la forêt domaniale de la Joux. Arrivé aux abords de Chapois, il effectue un demi-tour à 180° par la gauche et se dirige dès lors vers le sud, en direction de la ville de Champagnole. Peu avant cette dernière, il change une dernière fois d'orientation, vers l'ouest-sud-ouest cette fois, et se jette bientôt dans l'Ain sur le territoire de Crotenay, un peu en aval de la ville de Champagnole, à la limite nord-est de Pont-du-Navoy.

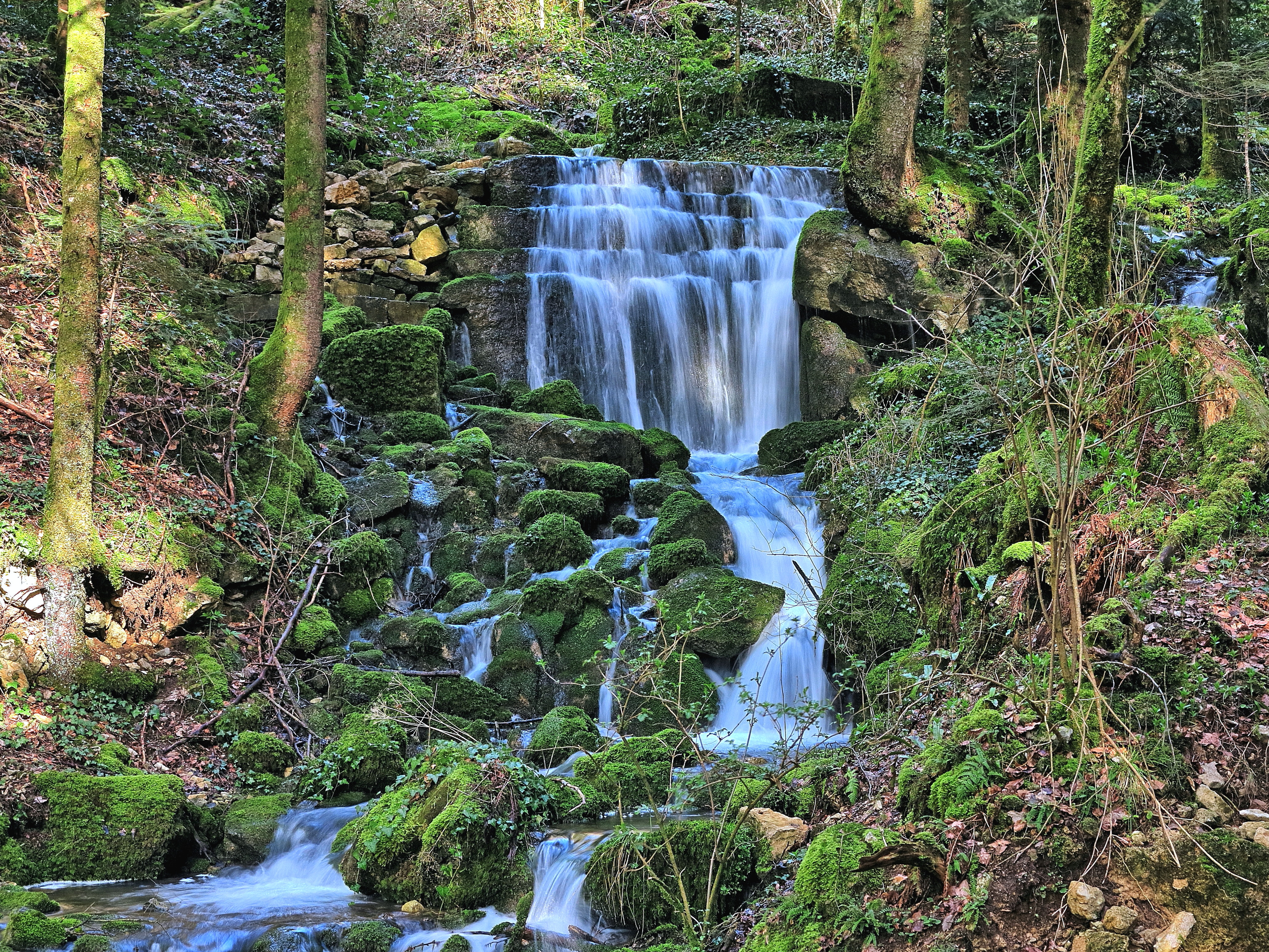
Cascade de la source de l'Angillon aux Nans.
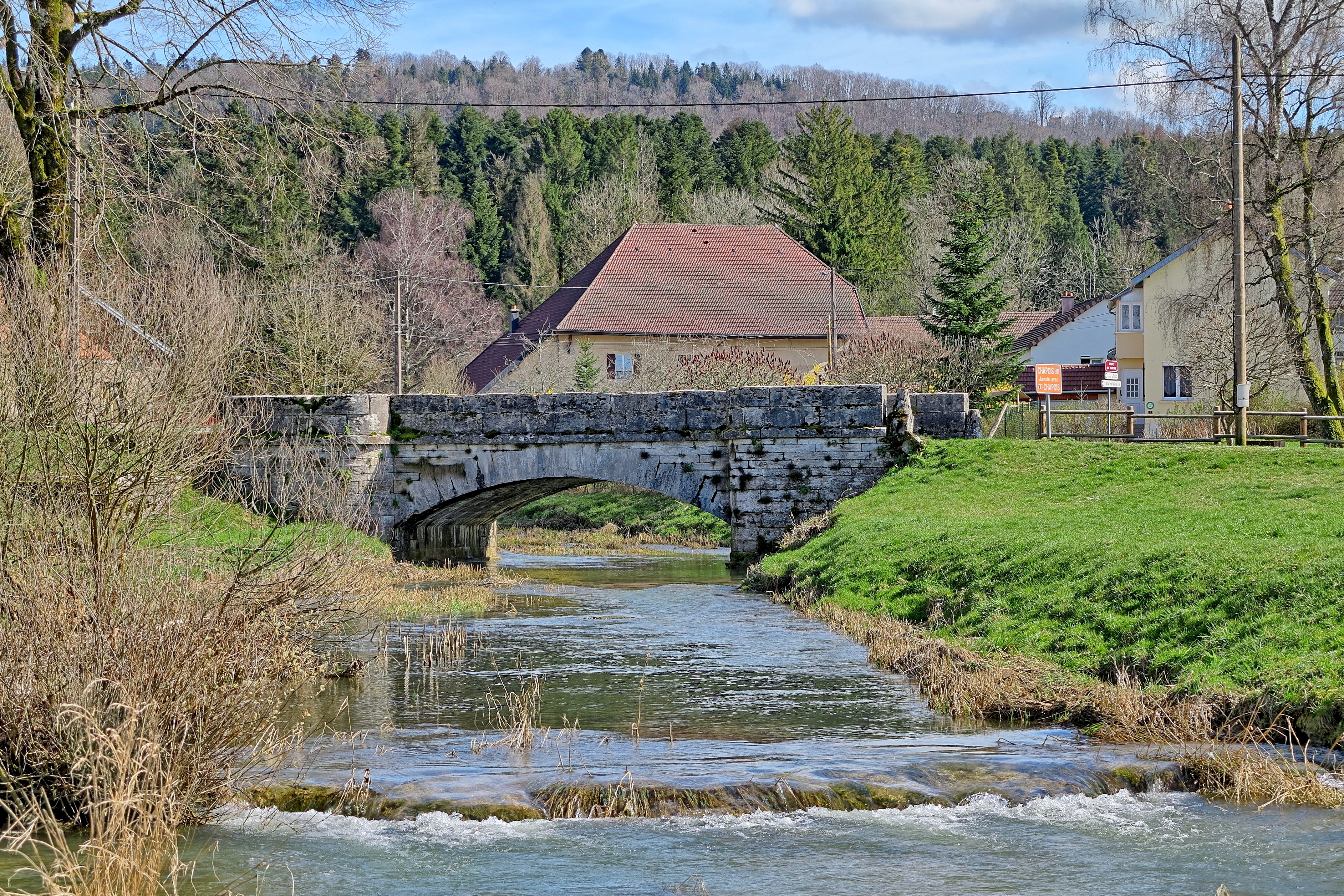
L'Angillon au pont de Chapois.
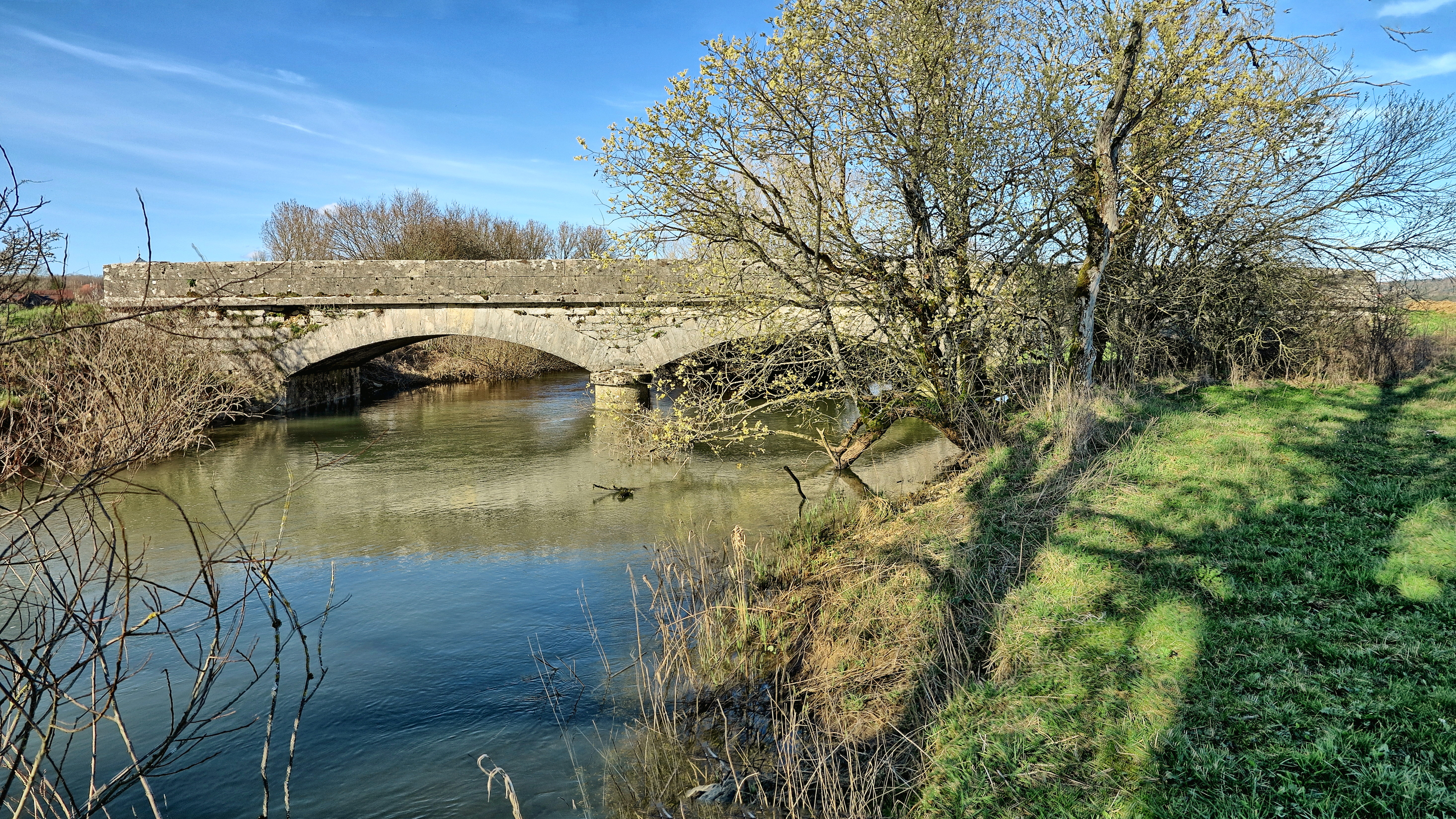
L'Angillon au pont du Pasquier.

### Communes et cantons traversés
Dans le seul département du Jura, l'Angillon traverse les onze communes suivantes, dans un seul canton, de l'amont vers aval, de Les Nans (source), Chapois, Le Larderet, Vers-en-Montagne, Le Latet, Le Pasquier, Vannoz, Ardon, Montrond, Champagnole et Crotenay (confluence).
Soit en termes de cantons, l'Angillon prend source et conflue sur le même canton de Champagnole, dans l'arrondissement de Lons-le-Saunier, dans l'intercommunalité .

### Bassin versant
Le bassin versant de l'Angillon couvre une superficie de 129 km2 et treize communes.

## Affluents

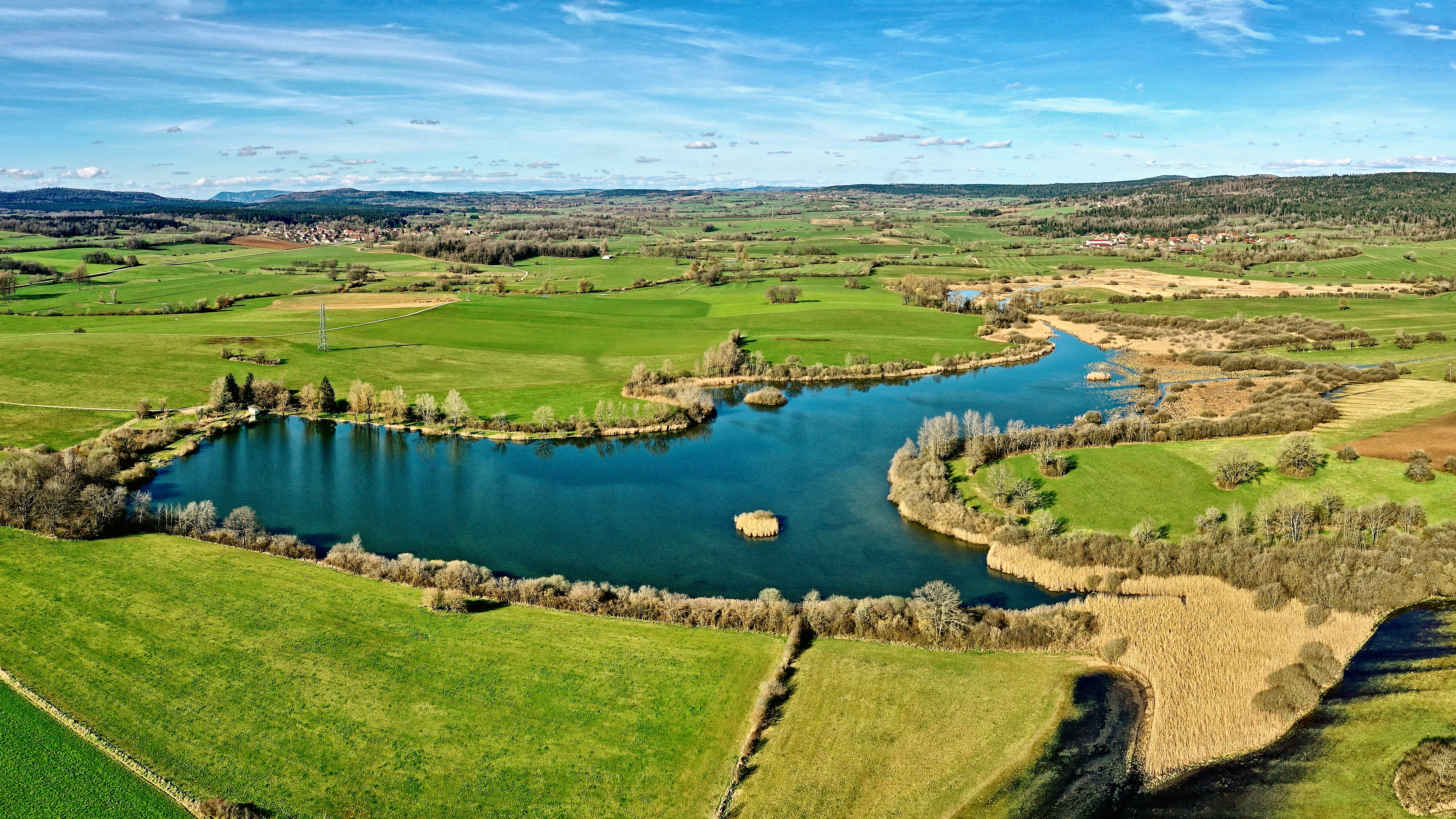
L'étang communal du Pasquier dont l'émissaire est le Bief de l'Étang.

L'Anguillon a cinq affluents référencés :
- le Bief des Mortes,
- la Doye,
- le Bief d'Andelot
- la Témuse,
- le Bief de l'Étang,

Huit affluents de l'Angillon sont recensés : Fontaine-Noire (Chapois), La Doye (Supt-Chapois), le Bief de la Fontaine (Andelot-en-Montagne;Vers-en-Montagne), le Bief d'Andelot (id.), la Témuse (Le Latet), le Bief du Chalet (Le Pasquier), le Bief de l'Etang (Le Moutoux-Le Pasquier), le Ruisseau de Vannoz (Vannoz).

### Rang de Strahler
Donc le rang de Strahler de l'Anguillon est de deux.

## Hydrologie
Son régime hydrologique est dit nivo-pluvial.

## Activités

### Hydroélectricité

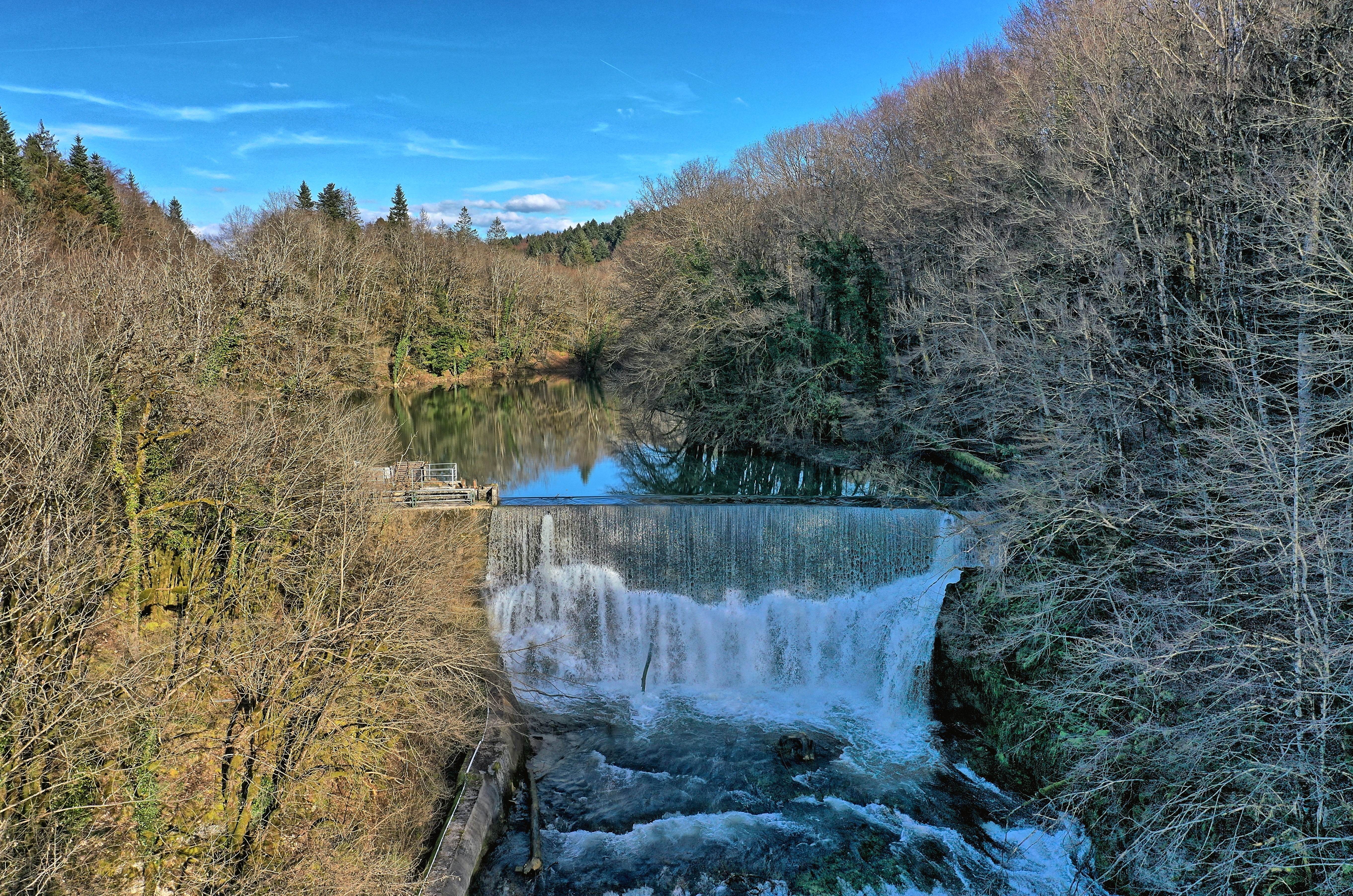
Le barrage sur l'Angillon.

Sur la commune de Crotenay, 1500 mètres avant de confluer avec l'Ain, l'Angillon alimente l’usine hydroélectrique de Juralina grâce au barrage de l'Angillon haut de 5,5 m et une conduite forcée créant un dénivelé de 23 m. Exploitée par le groupe Nouvergies, l'installation comprend deux groupes turbo-alternateurs (turbine Francis) pour une puissance installée de 425 KW. La production annuelle moyenne est de 1,5 GWh.

## Aménagements et écologie
L'Angillon est marquée depuis plusieurs années par divers problèmes abordés dans un rapport de la DIREN de Franche-Comté.
Le premier est celui des déperditions d'eau sur la commune de Chapois. Les calcaires y affleurent au niveau même du lit de la rivière, occasionnant à l'étiage un assèchement total du cours d'eau en raison de l'existence de pertes diffuses. Sont évoqués de possibles réseaux sous-jacents, témoignant d'un ancien lien entre l'Angillon et le Lison. Malgré diverses tentatives de colmatage des brèches, l'eau continue de disparaître à partir du lieu-dit « le moulin ».
Le second est la faiblesse voire l'inexistence de tout retraitement des eaux usées dans les communes du bassin versant. L'absence quasi totale d'industrie en limite les conséquences mais l'élevage, notamment porcin (plus de 2500 porcs élevés sur quatre communes), pose des problèmes de pollution.